# Monok István
Monok István (Zalamerenye, 1956. július 10. –) Széchenyi-díjas irodalom- és művelődéstörténész, könyvtáros, bibliográfus, egyetemi tanár, az Országos Széchényi Könyvtár főigazgatója 1999 és 2009 között, a Magyar Tudományos Akadémia Könyvtár és Információs Központ főigazgatója 2013-tól.

## Életútja
A zalaegerszegi Dimitrov Építőipari Szakközépiskolában (a mai Széchenyi István Szakközépiskolában) szerzett érettségi után a felsőfokú tanulmányait a szegedi József Attila Tudományegyetem magyar–történelem szakán végezte 1977 és 1982 között. 1983-ban ugyanitt doktori fokozatot szerzett. 1984 és 1987 között az Eötvös Loránd Tudományegyetem könyvtár szakán tanult.
1982-től 1991-ig a szegedi egyetem központi könyvtárának Régi Könyvek és Kéziratok Osztályán dolgozott könyvtárosként, majd főkönyvtárosként, 1993 és 1999 között tudományos tanácsadóként. 1992-ben az egyetem főtitkára volt. 1989-ben megbízást kapott az általa alapított Könyvtártudományi Tanszék vezetésére a Juhász Gyula Tanárképző Főiskolán. Ugyanitt 1993-tól 1999-ig tanszékvezető főiskolai tanárként működött. 1996-ban létrehozta és 1999-ig vezette a főiskola Művelődéstörténeti Intézetét. 1999-től 2009-ig az Országos Széchényi Könyvtár főigazgatója volt. 2006 óta tanít az egri Eszterházy Károly Főiskolán, amelynek Kulturális Örökség és Művelődéstörténeti Tanszékét 2011 és 2014 között vezette. 2010 és 2014 között a Szegedi Tudományegyetem Könyvtár- és Humán Információtudományi (2013-tól Kulturális Örökség Tanulmányok és Humáninformatikai) Tanszékének vezetője volt, előbb docensként, majd 2011-től egyetemi tanári kinevezéssel. 2013. július 1-jétől a Magyar Tudományos Akadémia Könyvtár és Információs Központ főigazgatója.
1992-ben megszerezte az irodalomtudomány kandidátusa fokozatot, 2011 óta az MTA doktora.

## Munkássága
A 15–17. század könyv- és olvasmánytörténetét, a 16–17. század magyar művelődéstörténetét és a régi magyar irodalom történetét kutatja és oktatja. 1998 óta részt vesz a Pázmány Péter Katolikus Egyetemen, a Szegedi Tudományegyetemen és az egri Eszterházy Károly Egyetemen folyó doktorképzésben, vendégprofesszorként könyvtörténeti kurzusokat tartott a párizsi École pratique des hautes études-ben (2000–2001, 2007), az École nationale des chartres-on (2014), a bolognai (2008), a jyväskyläi (2009), a kolozsvári (2010–2011) és az erlangeni (2016) egyetemen.
A Magyar Könyvszemle szerkesztőbizottságának tagja 1990, főszerkesztője 2008 óta. 1990 és 1993 között részt vett az Új Erdélyi Múzeum (később Új Magyar Múzeum), 1999 és 2007 között a Századok szerkesztőbizottságában. 2002 óta a Lymbus, 2007 óta a kolozsvári Erdélyi Múzeum szerkesztőbizottsági tagja. Ezeken kívül számos hazai könyvsorozat, és több nemzetközi könyvtörténeti folyóirat szerkesztője (Genf, Sao Paulo, Bukarest, Erlangen).

## Személye körüli problémák
Monok István a Magyar Tudomány 2017 augusztusi számában Az emlékezet közgyűjteményi megőrzése Lukács György hagyatéka kapcsán címmel jelentetett meg cikket az MTA Lukács Archívum és Könyvtárról, amelyre Agárdi Péter, Kardos András és Mesterházi Miklós Érted jöttek, nem ellened – Az MTA és a Lukács Archívum című cikkben válaszoltak az Élet és Irodalomban. Állításuk szerint Monok „számos ponton állít valótlanságot, olykor téved, máskor szándékosan vezeti félre olvasóit, ezzel súlyosan inszinuálva a Lukács Archívumot mint intézményt, illetve valaha volt munkatársait”, valamint „a lap Kelemen János kérését, hogy néhány helyreigazító megjegyzést fűzhessen Monok írásához, elutasította”.
Monok három évvel később az általa igazgatott MTA KIK közlemény-sorozatában megjelent monográfiája Egy tanulságos eset: Emlékhely vagy kutatóműhely – Lukács György hagyatéka az MTA Könyvtárában c. fejezetében reagált az őt ért kritikára: „Véleményem az, hogy a szerzők nem vették maguknak a fáradságot, hogy elolvassák írásomat, és valóban »publicisztikát« írtak, annak rosszabb hagyományait követve. Ha pedig elolvasták, akkor nem értették meg, illetve nem akarták megérteni a mondandómat. Mindenáron az MTA vezetése szintjére akarták emelni a vitát, illetve ki akarták erőszakolni, hogy az MTA ismét költsön rájuk közpénzeket, mert sértve érzik magukat, hogy ezt már többé nem teszi. Amikor ez nem sikerült, akkor lejárató cikket írtak (és egy haver nevén közölték) a Frankfurter Allgemeine Zeitungban (Rüdiger Dannemann, Bittere Wahrheit über Orbán[s] Kulturpolitik, FAZ, 1. 3. 2018), és telesírták a haveri kört széles e világon, miszerint az MTA nem becsüli meg a nagy filozófus emlékét, mert az Orbán-rezsim kiszolgálója lett. Történt ez azzal párhuzamosan, hogy az MTA elveszítette intézeteit, nyilván mint az Orbán-rezsim kiszolgálója – ennyit a hozzászólók politikai bölcsességéről, és arról, mennyire hajlandók egy ügyet ügyként kezelni, és tudomásul venni, hogy Lukács György nem azért élt és alkotott, hogy hagyatékából ők megélhessenek. Dannemann úr pedig kifogásolja, hogy egy akadémia és egy könyvtár nem fogadja meg az ő (és persze a világ minden sarkában élő tudósok) intelmeit, és dacol azzal a bölcsességgel, amellyel ő megáldott (és a szokással, hogy megszokta, az van, amit ő akar). A világ tudósai közt volt, aki azt hitte, hogy Georg Lukács azonos George Lucasszal, és kifogásolta, hogy az MTA miért nem tiszteli a Star Wars nagy alkotóját (a Lukács Archívum munkatársai is hasonló figyelmességgel olvashatták az én véleményemet).” Monok véleményét osztotta Géczi János is, aki „politikai üggyé transzformáltként” jellemzi a Lukács-hagyaték kérdését az általa lektorált kötetről írt recenziójában.

## Társasági tagságai
A Magyar Könyvtárosok Egyesülete tagja volt 1982 és 2005 között. 2015 és 2020 közt a Magyar Elektronikus Könyvtárért Egyesület elnöki teendőit látta el. A Nemzetközi Magyarságtudományi Társaság tagja 1983-tól, főtitkára 2006–2012, társelnöke 2012-től, a Magyar Irodalomtörténeti Társaság tagja 1984-től, az MTA Könyvtártörténeti és Bibliográfiai Munkabizottsága tagja 1987-től, a Magyar Történelmi Társulat tagja 2000-től, az MTA Művelődéstörténeti Bizottság tagja 2000-től, elnöke 2005 óta. Számos könyvtár (Szlovák Nemzeti Könyvtár, Kolozsvári Egyetemi Könyvtár, Moszkvai Rudomino Idegennyelvű Könyvtár, Strasbourgi Nemzeti és Egyetemi Könyvtár, Vatikáni Könyvtár) tudományos tanácsának tagja.

## Díjai, elismerései
- Széchenyi professzori ösztöndíj (1997)
- A Bolyai János Alapítvány Bolyai-díja (2002)
- Chevalier de l’Ordre des Arts et des Lettres de la République Française (2004)
- Cavaliere dell’Ordine al Merito della Repubblica Italiana (2004)
- Universitatea Alba Iulia (emlékplakett, 2006)
- A Magyar Köztársasági Érdemrend tisztikeresztje (2009)
- Gróf Mikó Imre-emlékérem (Kolozsvár, 2009)
- Kálvin emlékérem (2010)
- Széchenyi-díj (2011)
- Akadémiai Jutalomérem (2014)
- Hungarnet-díj (2015)
- Klaniczay-díj (2020)[9]

## Főbb művei
- A gyöngyösi református gyülekezet lelkipásztorai és tanítói, 1557–1710 (Budapest, 1986)
- A Bibliotheca Zriniana története és állománya (többekkel; Budapest, 1991 [1992])
- Könyvkatalógusok és könyvjegyzékek Magyarországon, 1526–1720 (Szeged, 1993)
- Dudith András könyvtára. Részleges rekonstrukció (Jankovics Józseffel; Szeged, 1993)
angolul: András Dudith’s Library. A partial reconstruction (Szeged, 1993)
- A Rákóczi-család könyvtárai (Szeged, 1996)
- A könyvkultúra Magyarországon a kezdetektől 1730-ig (Madas Edittel; Budapest, 1998)
- A könyvkultúra Magyarországon a kezdetektől 1800-ig (Madas Edittel; Budapest, 2003)
- Bibliotheken in Güssing im 16. und 17. Jahrhundert II. Balthasar Batthyány und seine Bibliothek (Ötvös Péterrel és Zvara Edinával; Eisenstadt, 2004)
- A bibliás Rákócziak (Hapák Józseffel; Budapest, 2006)
- A magyar bibliofília képeskönyve (Buda Attilával és Hapák Józseffel; Budapest, 2006)
- Humanistes du Bassin des Carpates. I. Traducteurs et éditeurs de la Bible (Zvara Edinával; Turnhout, 2008)
- A művelődéstörténet könyvtári vonatkozásai I.; társszerz. Makai János; EKF, Eger, 2011 (Médiainformatikai kiadványok)
- Les bibliothèques et la lecture dans le Bassin des Carpates, 1526–1750 (Párizs, 2011)
- A művelt arisztokrata. A magyarországi főnemesség olvasmányai a XVI–XVII. században (Budapest–Eger, 2012)
- Kulturális örökségek; EKF Roma Szakkollégium, Eger, 2015
- A hagyományos világ átváltozásai. Tanulmányok a XVIII. századi magyarországi könyvtárak történetéhez; Kossuth–EKE, Bp.–Eger, 2018 (Kulturális örökség)
- Monok István–Zvara Edina: Esterhasiana Biblioteca. A gyűjtemény története és könyvanyagának rekonstrukciója; MTA KIK–Kossuth, Bp., 2020 (Esterhazyana)
- Könyvtári (?) problémák; MTA KIK, Bp., 2020 (A Magyar Tudományos Akadémia Könyvtárának közleményei)
- A humanizmus és a protestantizmus áttűnései a Magyar Királyság és Erdély olvasmányműveltségében; Kossuth–EKE, Bp.–Eger, 2020 (Kulturális örökség)
- A könyv és az olvasás Zalamerenyén, 1746–1846; Kossuth–EKE, Bp.–Eger, 2021 (Kulturális örökség)

## MTMT publikációs lista
- Publikációs listája az MTMT-ben